# Сомнамбулический поиск неведомого Кадата
«Сомнамбулический поиск неведомого Кадата» (англ. The Dream-Quest of Unknown Kadath), в других переводах «В поисках неведомого Кадата», «Призрачные поиски неведомого Кадафа», «Сон о неведомом Кадате», «Зов Кадафа Неведомого» — повесть американского писателя Говарда Филлипса Лавкрафта, написанная, вероятно, осенью 1926 года. Впервые была опубликована в «Arkham House» в 1943 году. Черновик был закончен 22 января 1927 года и остался неизменным и неопубликованным при жизни Лавкрафта. Самое значимое и объёмное произведение «Цикла Снов».

## Сюжет
Рэндольф Картер во снах переносится в Страну Снов. Ему снится дивный город из золота и мрамора в лучах заката. Желая раскрыть его тайну, он молит богов своих снов, восседающих над облаками горы Кадат, открыть местоположение Предзакатного города, но после этого перестаёт видеть его вовсе. Картер решает найти Кадат и говорить с богами, хотя никто не знает где это место.
Картер начинает своё путешествие: пройдя через Врата Глубокого Сна он попадает в Зачарованный лес, где живут маленькие дивные существа — зуги. Старый зуг поведал ему, что в городе Ултар живет жрец, сведущий в путях богов. Картер идёт в Ултар. Атал велит прекратить поиски Кадата и не гневить богов ибо есть боги могущественнее Земных, — и это Иные боги, пришедшие из-за пределов космоса. Картер угощает Атала лунным вином и тот проговорился, что на склоне горы Нгранек, в Ориаб, высечен огромный лик богов. Картер счёл это весьма полезным, поскольку боги оставляют потомков среди людей и если найти внешне похожих людей на этот лик, то рядом и должен находится Кадат.

Картер идёт в порт Дайлат-Лин, откуда корабли плывут в Ориаб. В порт заходят чёрные галеры и с них сходят уродливые большеротые купцы в рогатых тюрбанах, которые меняют рубины на чернокожих рабов из страны Парг. Восточный купец в таверне угощает Картера вином, от которого тот теряет сознание. Придя в себя на борту чёрной галеры, он мог лишь беспомощно наблюдать за тем, как судно плывёт по Южному морю, на пути к Базальтовым столпам. У водопада, галера совершает рывок в планетарное пространство и летит в эфире, где обитают бесформенные чёрные твари — личинки Иных богов. Галера заходит в гавань на обратной стороне Луны.
На Луне виднелись кратеры, гротескные белые грибы, лунные деревья, маслянистые воды Медленного моря и много домов без окон, похожих на иглу. У побережья поросшего поганой порослью стоял город с жуткими серыми башнями, где было много соплеменников большеротых купцов с чёрных галер. Они не были людьми, под одеждой скрывались рога, копыта и хвост. Нелюди сами были лишь рабами у жабообразных тварей, как и невольники-паргиане. Стада рабов одетых в тюрбаны переносили коробки, под присмотром жаб — офицеров, лоцманов, гребцов. Клетки с рабами грузили в фургоны, которые увозили сказочные твари.
 Луну населяют жабообразные твари — скользкие серо-белые безглазые твари с розовыми щупальцами на конце тупой морды, меняющие размер тела. Картера вдут к Ньярлатхотепу, посланнику Иных богов. Внезапно на жаб нападает армия земных кошек. Кошки могут перемещаться на Луну, хотя, они опасаются кошек с Сатурна, союзников жаб. Кошки спасают и возвращают Картера в Дайлат-Лин.
Картер плывёт на корабле на юг, на остров Ориаб. Судно идёт мимо руин Затонувшего города, в порт Бхарна. Картер скачет на зебре в горы, мимо запретных руин и Озера Ят, встречая на пути птиц Магах, кондоров и водоплавающее чудище Вунит. На вершине Картер узрел лик богов: узкие глаза, длинные мочки ушей, тонкий нос и выпяченный подбородок. Он уже видел эти черты у моряков из Селефаис. В пути Картера хватают и уносят вглубь пещер Ночные призраки — чёрные твари с рогами и крыльями нетопырей, а вместо лица у них блеклое пятно. Они летят мимо пиков Трока, похожих на гоблинов (англ. Goblin-like), через край «Вечных сумерек», где не живёт никто и бросают Картера в долине Пнат, во «Внутреннем мире».

Картер бродит в Подземном мире, где всюду роют норы исполинские Долы — невидимые извивающиеся хищники. Уровнем выше Пики Трока, где обитают гули, которые бросают сюда объедки костей. Картер знал язык гулей и попросил гуля сбросить ему лестницу, поднявшись по которой, он вовремя избежал щупалец Долов. Картер встречает Ричарда Пикмана, художника из Бостона, который стал гулем, причём, весьма авторитетным. Пикман подружился с расой собакоподобных существ, лазающих по тоннелям в «Бодрствующий мир». Гули ведут Картера в «Верхний мир». Они проникают за Великую стену и Царство гугов — безголосых великанов с глазами на усиках и огромной зубастой пастью, рассекающей их головы по вертикали. На гугов нападают гасты — мерзкие хищные твари, которые ходят на двух задних лапах, умирают на свету, а их морды без носа и лба. Гули проходят Пещеру зевоты, Подземные склепы Зин и входят в Башню Кот.
Гули поднимаются по исполинской винтовой лестнице, со ступенями высотой в ярд, что ведёт в «Верхний мир». Гули не промышляют на кладбищах верхнего сновидческого мира (англ. Upper dreamland), оставляя их красноногим вампирам, обитающим в мёртвых городах. На пути таится много опасных препятствий, в том числе ужасного вида гуги. Некогда гуги приносили жертвы Иным богам и Ньярлатотепу в кругах из камней в Зачарованном лесу, пока Земные боги не изгнали их в подземные пещеры. Лишь каменная дверь с железным кольцом связывает владения земных гулей с зачарованным лесом, но гуги опасаются её открывать из-за ниспосланного на них проклятья. Гуги охотятся на гастов, но боятся гулей и частенько убегают при виде этих тварей, пожирающих мертвецов. Гули отбиваются от гастов используя надгробие, как таран и подпорку для люка.  
Картер идёт в Оот-Наргай, на восток. Гули прощаются и уходят на север, в город Саркоманд, где находится другой спуск в Подземный мир. Он проходит фосфоресцирующий лес, золотые поля, ивовые берега реки Укранос, город Киран и Чёрный лес, где обитают топочущие Буйпоты. Из города Тран Картер плывёт на корабле в Селефаис. Там, он узнает, что люди с восточными лицами родом из города Инкуанок. Картер встречает в храме Нат-Хортата Куранеса, сновидца из Мира яви. Куранес велит прекратить поиски Кадата ибо он тоже искал город мечты, — Селефаис, а став его правителем тоскует по Англии, но вернуться не может, поскольку его тело в Мире яви умерло. Картер плывёт на корабле на север, в Инкаунок, город из оникса. Там, он видит знаки богов в Храме Старцев. Картер скачет на яке мимо пустошей, Плато Ленг, гор, древнего монастыря, каменоломни, дерева Лигат (англ. Lygath-tree), деревни Ург, циклопического оврага, провала в Недра земли и кольца гор в форме собак. Восточный купец похищает и везёт Картера в Северный мир (англ. Northern world) верхом на птицах Шантак — огромных лошадиноголовых и чешуйчатокрылых птиц, которые насылают на кошмары и охотятся по ночам. 
В серой бесплодной пустыне стоят одинокие хижины и унылые каменные деревни. Путешественники не посещают это призрачное место, полное зла и тайн, имя которому Ленг. Вокруг тусклых костров пляшут и прыгают существа, у которых непомерно широкие пасти, а вместо ступней копыта и хвостики; на головах нахлобучены парики и шапочки с рожками; заросшие косматой шерстью. Ленгцы были соплеменниками купцов с чёрных галер.
 В монастыре Ленга фрески изображают историю народа большеротых почти-людей Ленга, их битвы с гигантскими Алыми пауками и порабощение Лунными жабами. Лунные твари ранее жили в столице на безымянном острове, где стоят статуи львов и Сфинксов, охраняющие лестницу к Великой Бездне. Картера ведут к Жрецу в жёлтой шелковой маске, который на самом деле оказывается Извивающимся чудовищем. Картер прыгает в яму в полу и падает несколько часов, пока не выпадает из утёса, вблизи Саркоманд. Лунные твари пытают в лагере тех гулей, которые вывели его из-под земли. Картер сообщает пароли Ночным призракам и они везут его в Подземный мир. Гули собирают войска и атакуют врага на острове. 
Гули верхом на Ночных призраках хватают жаб за щупальца. Затем гули вместе с Ночными призраками сели на чёрные галеры и под видом нелюдей подплыли к гарнизону на острове. Гули вступили в бой с жабами и ленгцами. К врагам с моря подошло подкрепление, высадившееся с другой стороны острова. В ходе сражения гулям удалось оттеснить врагов к обрыву. Тех, кто падал в воду гавани, съедали Подводные твари (англ. Submarine lurkers).
Ночные призраки несут Картера в горы, над гороподобными статуями (англ. Mammoth bobbing shape) двухголовых гиеновидных существ (англ. Hyaena-like), сидящих полукругом, где обитают гаргульи. Горы-сторожа оживают и бросаются следом, но не успевают догнать их. В сумерках группа достигает зазубренных серых вершин, где из высоких нор вырывается поток Рогатых чёрных летунов. Гули при помощи жестов узнали у них безопасный путь, мимо невидимых ловушек вокруг гор. Ветер подхватывает их и несёт выше облаков, в Царство вечной ночи (англ. Realm of eternal night), где иначе расположены звёзды на небе. Картер видит ониксовый замок на вершине горы — это и есть Кадат.
Ньярлатотеп ждал Картера, он говорит что Предзакатный город — это его мечты из детства и они столь прекрасны, что боги покинули замок, дабы жить там. И только потому Картеру будет позволено вернутся туда, ибо только в его власти уговорить богов вернуться. Боги больше не ходят путями богов, поэтому Катер должен восстановить естественный порядок вещей. Он седлает Шантака, но оказалось, что слова Ньярлатотепа были обманом. Шантак летит в бездну космоса, где обитает султан демонов Азатот. Картер видит картину сотворения мира в космосе. Он прыгает с птицы и вспоминает Англию, и, после тысяч лет падения, просыпается дома в Бостоне. 
Ньярлатотеп задумчиво вошёл в замок на вершине неведомого Кадата и принялся упрекать добрых Земных богов, чьё веселье в Предзакатном городе он так грубо прервал.

## Вдохновение
«Энциклопедия Лавкрафта» говорит, что Лавкрафт выразил значительные сомнения о достоинствах повести: «Я… очень боюсь, что приключения Рэндольфа Картера могли дойти до такой степени, что надоели читателю; или что само множество странных образов могло разрушить способность любого описания производить желаемое впечатление странности» (SL 2.94).
Уилл Мюррей и Дэвид Шульц, исследователи творчества Лавкрафта, считают, что основой для повести послужили наброски незавершенного романа «Азатот» (1922), однако, основная идея в этих произведениях всё же значительно отличается. Если в «Азатоте» герой желает уйти в мир фантазий из своей скучной реальности, то в «Сомнамбулическом поиске…» Картер в итоге находит реальный мир значительно более интересным, чем до своих сновидческих странствий.
Питер Кэннон и ряд других критиков отмечают, что течением своего извилистого сюжета повесть Лавкрафта напоминает некоторые работы Дансени и «Ватек» Уильяма Бекфорда. Детали Подземного мира похожи на ад в поэме «Божественная комедия» Данте. В повести упоминаются Доре, Мильтон, Данте и другие деятели, которые описывали Загробный мир. В юности Лавкрафту снились ночные кошмары, после смерти бабушки, в которых летающие существа с перепончатыми крыльями поднимали его в воздух и несли куда-то. Лавкрафт называл их Ночные призраки, а позже он сам предполагал, что подчеркнул этот образ в картине «Потерянный рай» Доре.
Влияние лорда Дансени на произведения из «Цикла Снов» признаётся большинством критиков. Лавкрафт заявлял, что наиболее сильно повлияли на его творчество лорд Дансени и Эдгар По. Роберт Прайс утверждает, что на боевые сцены явно повлияли шесть вышедших к 1927 году романов из «Марсианского (Барсумского) цикла» Эдгара Берроуза. Лавкрафт упоминает птиц Магар — это название похоже на расу рептилий Махар (Mahars) из романа Берроуза «У земного ядра» (1914). Однако, следует заметить, что слишком мало общего между Джоном Картером, отважным воином и спасателем принцесс, и Рэндольфом Картером, меланхоличным, тихим, и созерцательным героем, который в схватке с врагами может рассчитывать лишь на помощь друзей. Прайс видит также параллели между «Сомнамбулическим поиском…» и «Удивительным Волшебником из Страны Оз» Лаймена Фрэнка Баума. Как Дороти преодолевает многочисленные препятствия на пути к Изумрудному городу, так и Картер пытается добраться до Предзакатного города, а в финале обоих произведений герой понимает, что объект его поисков — воображаемая и идеализированная версия родного дома, куда он сразу же возвращается.
В повести можно проследить влияние романа «Мраморный фавн» (англ. The Marble Faun, 1860) и рассказа «Большое каменное лицо» (англ. The Great Stone Face, 1850) Натаниэля Готорна. В повести заметны черты Восточного фольклора, что вдохновлен любимой сказкой Лавкрафта в детстве — «Тысяча и одна ночь». Лавкрафт часто описывает вымышленных существ, похожих на изображения в античной литературе. Однако, у Лавкрафта всегда есть отличия. Ленг населяют существа похожие на сатиров. В Древнегреческой мифологии боги часто превращают людей в жаб и описываются морские путешествия.
Л.Спраг де Камп сравнивают повесть с книгами об Алисе Льюиса Кэррола и Джорджа Макдональда.
Еще одно возможное влияние — любопытный роман Джона Ури Ллойда о приключениях в преступном мире «Этидорпа» (1895), который Лавкрафт прочитал в 1918 году (см. SL 1.54–55). В нем Ллойд описывал теорию полой Земли.
Пейзажи Страны снов напоминают рисунки Кларка Эштона Смита, который разработал особый стиль рисования. Смит рисовал неизвестные типы растительности: тщательно продуманная и ярко окрашенная листва деревьев, лунные грибы, сияющие зловещими цветами растения, гибриды растений и зверей. Смит изображал потусторонние миры, руины, горы, другие планеты — что показывают лихорадочные представления автора о лунных пустошах и ядовитых джунглях Сатурна.
Лавкрафт признан одним из основателей жанра фэнтези, который только начал формироваться в середине XX века. Фэнтезийные элементы особо заметны в этой повести.

## История написания и публикаций

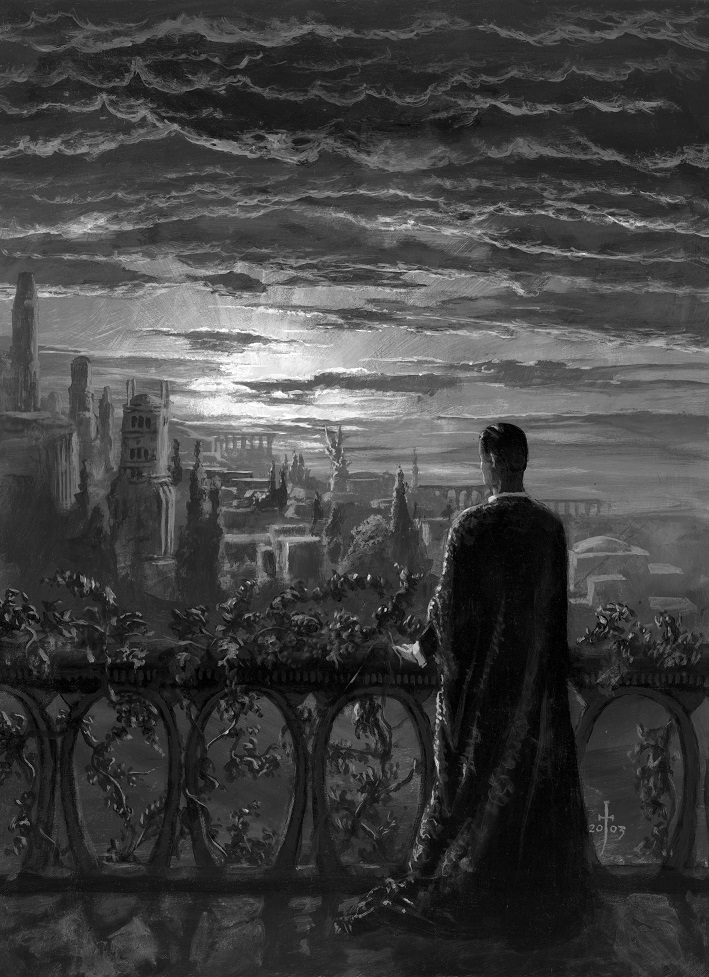
Предзакатный город

Лавкрафт написал эту повесть в период своей возросшей творческой активности, наступившей после его возвращения из Нью-Йорка в Провиденс в 1926 году. Начал работу над новым сновидческим произведением он примерно в ноябре 1926, а в декабре писал Августу Дерлету, что находится уже на 72-й странице, и закончил его 22 января 1927 года. Ещё в процессе написания повести Лавкрафт относился к ней скептически, он не был уверен, что не уничтожит её, и тем более сомневался, что опубликует. Зато он рассматривал работу над объёмным «Сомнамбулическим поиском…» как полезную практику перед написанием в дальнейшем более удачных произведений в крупной форме. Повесть объёмом почти в 43 тысячи слов, то есть уже будучи размером с небольшой роман, стала самым длинным из написанных Лавкрафтом произведений на тот момент.
Повесть по сути так и осталась черновиком романа, Лавкрафт не захотел её заканчивать и не давал никому из друзей её перепечатать. Лишь Роберт Барлоу позже выпросил у него этот текст и перепечатал половину, однако Лавкрафт ничего с этим фрагментом не делал, так никому при жизни не продав для публикации. Но благодаря Барлоу текст повести сохранился, он позже передал её Дерлету. Тот уже в 1943 опубликовал «Сомнамбулический поиск…» в составе сборника «Beyond the Wall of Sleep», совокупный тираж которого составил 1 217 экземпляров. Позже Джоши откорректировал текст повести, в его редакции она вышла в сборнике «At the Mountains of Madness and Other Novels» в 1985 году.
На русском языке повесть впервые появилась в 1992 году, в одном издании с «Тарнсменом Гора» Нормана. Перевод, озаглавленный «Зов Кадафа неведомого», сделал С. Степанов, а внутренние иллюстрации для книги создали А. Бандурин и К. Канский. Позднее появилось ещё несколько переводов и множество переизданий, повесть также публиковалась в журнале «Если».

## Литературное значение и критика
Повесть получила самые разные отзывы, некоторые критики, например, Джеймс Блиш, посчитали её худшим произведением Лавкрафта, другие же, наоборот, лучшей работой автора. Лайон С. де Камп отметил, что несмотря на слабость сюжета и необработанность повести, она увлекает уже благодаря изобретательности автора, который расточителен на оригинальные и красочные идеи. Также де Камп отнёс «Сомнамбулический поиск…» к тому же ряду сновидческих произведений, что и фэнтезийные романы Льюиса Кэррола об Алисе. В «Энциклопедии Лавкрафта» говорится, что «Сомнамбулический поиск…» вызвал широкий спектр реакций: «некоторые энтузиасты творчества Лавкрафта находят его почти нечитаемым, а другие... сравнивают его с книгами об Алисе и фантазиями Джорджа Макдональда».
Джоанна Расс оценивала повесть как «очаровательная, но, к сожалению, не переписанная и не отполированная».
Сам Лавкрафт заявил, что «повесть не очень хороша; но дает полезную практику для более поздних и аутентичных проб в новой форме». При написании он выразил обеспокоенность тем, что «приключения Рэндольфа Картера, возможно, достигли точки утомления читателей, что они могли посчитать эту тему избитой, и что само изобилие странных образов могло разрушить способность какого-либо одного из этих образов производить желаемое впечатление странности» (Избранные письма).
В 1948 году Артур Кларк прислал Лорду Дансени номер журнала «The Arkham Sampler» c «Сомнамбулическим поиском…». Дансени ответил: «я вижу, Лавкрафт позаимствовал мой стиль, но мне не жалко ему одолжить это».
C. Т. Джоши также отмечает отличную фантазию автора и красочные описания различных чудес и ужасов, а очередное обращение Лавкрафта к стилистике Дансени называет скорее жестом прощания, нежели почтения.

## Персонажи

### Рэндольф Картер
Рэндольф Картер (англ. Randolph Carter) — самый опытный сновидец, очень мечтательный и отстранённый человек, способный во сне попадать в далёкие и удивительные места. Картер совершает погружение в более глубокий сон, опасное для сновидцев. Он может пробудиться, чтобы избежать опасности, но не делает этого, чтобы не забыть сон. Картер владеет языками Страны снов: зугов, кошек, гулей, — это делает его поиски сравнительно менее рискованными, чем если бы их выполнял сновидец любитель, но часто Картеру приходится иметь дело с опасными людьми или сущностями. За время его странствий у него отрастает борода. Картер принимает участие в нескольких битвах и выступает как дипломат на переговорах кошек и зугов. Неустрашимый Картер отправляется в опасные странствия, часто оказывается в беспомощном состоянии и тогда он просит друзей о помощи, только благодаря которым они вместе преодолевают трудности. Картер не является автобиографическим персонажем, как это часто бывает у Лавкрафта, а, скорее, собирательным образом, отображающий различные философские и эстетические взгляды писателя. Это наиболее часто упоминаемый персонаж «Мифов Ктулху» и во всем творчестве Лавкрафта.

### Восточный купец
Восточный купец (англ. Slant-eyed merchant) — купец в рогатом тюрбане с восточными глазами и непропорционально большим ртом. Приплыл в Дайлат-лин на черной галере из Лунного города. Вероятно, персонаж вдохновлен любимой сказкой Лавкрафта «Тысяча и одна ночь».

### Ричард Пикман
Ричард Аптон Пикман (англ. Richard Upton Pickman) — безумный художник, изображал на своих картинах гулей, а в впоследствии стал одним из них. Он был голым и скользким, а в чертах его лица появились настолько явные черты сходства с племенем гулей, что его человеческое происхождение стало не опознаваемым. Персонаж встречается рассказе «Модель для Пикмана».

### Куранес
Куранес (англ. Kuranes) — правитель Селефаиса, навещал Картера в старой жизни наяву и помнил массачусетские холмы, среди которых прошло его детство. Его семья жила в Корнуолле, Англия. Его тело умерло в мире яви (в Иннсмуте), но душа осталась в Селефаисе. При жизни был известен Картеру под другим именем. Персонаж появляется в рассказе «Селефаис».

### Ньярлатотеп
Ньярлатхотеп (англ. Nyarlathotep) — посланник Иных богов, ползучий хаос, высокий стройный муж с юным лицом античного фараона, облаченный в переливающийся хитон и увенчанный золотым венцом, от которого исходит сияние. Величественный муж, чья гордая осанка и приятные черты лица исполнены очарования смуглого бога или падшего ангела. В его глазах играют потаенные искорки прихотливого нрава. Он говорит, что его повелители находятся в бездне, позади звезды Антарес, и лишь один сновидец смог вернуться оттуда в ясном рассудке (Куранес). Персонаж появляется в рассказе «Ньярлатхотеп».

### Азатот
Азатот (англ. Azathoth) — султан-демон, обитающий в запредельных безднах, вне материального пространства, вне времени. Обитает в непостижимых темных покоях, где под приглушенный умопомрачительный бой богомерзких барабанов и тонкое монотонное завывание сатанинских флейт Азатот растекся бесформенной массой. Он вечно жует и вечно ненасытен. Персонаж появляется в рассказе «Азатот».

### Второстепенные персонажи
- Атал (англ. Atal) — старый мудрец из города Ултар, ему 300 лет. Персонаж появляется в «Кошки Ултара» и «Иные боги»[18].
- Нашт и Каман-Та (англ. Nasht and Kaman-Thah) — жрецы в пещерном храме, который стоит у «Врат в мир Бодрствующих», куда Картер попадал каждый раз войдя в Страну снов.
- Барзаи Мудрый (англ. Barzai the Wise) — мудрец, второй в истории, кто встретил богов на вершине горы Хатег-Кла. Персонаж появляется в рассказе «Иные Боги».
- Снирет-Ко (англ. Snireth-Ko) — единственный сновидец, который до Рэндольфа Картера посещал обратную сторону Луны.
- Кошачий генерал (англ. Cat general) — старый кот, командовавший кошачьей армией при освобождении Картера из плена жаб.
- Мальтийский кот (англ. Maltese cat) — известный кошачий воин, который жил в таверне Трана и упоминал «Забытых богов».
- Илек-Вад (англ. Ilek-Vad) — царь дальних владений на сумеречном море, который один раз в год прибывает в храм города Киран.
- Снгак (англ. S’ngac) — газ, обитающий в «Пространстве без формы». Он поведал Куранесу о связи Иных богов, Ньярлатотепа, бездны и Азатота. Персонаж появляется в рассказе «Селефаис».
- Король в маске (англ. Veiled King) — король, который живет в многоуровневом дворце в Селефаисе.
- Жрец в желтой шелковой маске (англ. High-priest in yellow silken mask) — Верховный жрец в Саркоманде, общался при помощи жестов, на самом деле является извивающимся чудовищем  (англ. Wriggling monstrosity. Образ магического змея встречается в «Король в желтом» Роберта Чэмберса или «Тайны червя» Роберта Блоха, или «Пришествие белого червя» Кларка Эштона Смита.
- Ноденс (англ. Nodens) — Древний бог, владыка Бездны и повелитель Ночных призраков. Персонаж появляется в рассказе «Загадочный дом на туманном утесе».
- Зениг из Афрата (англ. Zenig of Aphorat) — мудрец, который впервые увидел Великих на вершине Хатег-Кла, а теперь его череп украшает кольцо на мизинце «Того, чье имя нельзя называть».
- Яогаш (англ. Yogash) — один из темнокожих невольников в замке Кадата, чье поведение выдавало инопланетное существо. Он помог Картеру оседлать Шантака.

### Вымышленные существа
- Гнорри (англ. Gnorri) — В сумрачном море в Илек-Ваде обитают бородатые Гнорри с плавниками, которые роют таинственные лабиринты.
- Зуги (англ. Zoogs) —Дивные маленькие летающие существа, что обитают в Зачарованном лесу. Воюют с кошками.
- Бесформенные чёрные твари (англ. Shapeless black things) — Личинки Иных богов, которые обитают в эфире.
- Жабообразные твари (англ. Toad-things) — Похожи на безглазых жаб с вибрирующими короткими розовыми щупальцами на конце тупой морды. Слепые и немые. Исполинские серо-белые скользкие твари, сокращаются и расширяются, постоянно меняют форму. Некогда жили на безымянном острове, где стоят статуи львов и Сфинксов, охраняют лестницу к Великой Бездне. Проводят ритуалы жертвоприношений и служат Нъярлатхотепу.
- Кошки (англ. Cats) — Кошки могут перемещаться на Луну, хотя, они опасаются кошек с Сатурна, заключивших перемирие с жабами.
- Магах птицы и Вунит (англ. Magah birds and Voonith) — Птицы Магах, кондоры и водоплавающее чудище Вунит, обитают на горе Нгранек в Стране снов.
- Ночные призраки (англ. Night-gaunt) — отвратные черные твари с гладкой лоснящейся кожей, мерзкими изогнутыми внутрь рогами, перепончатыми беззвучно хлопающими крыльями нетопырей, уродливыми цепкими лапами и колючими хвостами, которыми они угрожающе щелкают, точно бичами. Летят не проронив ни звука, ни смешка и даже не улыбки, ибо у них вместо лиц лишь блеклое пятно. Беззвучно махают крыльями и щекочут жертву – ибо таковы их повадки.
- Бхолы или Дхолы (англ. Bholes) — Невидимые извивающиеся хищники с щупальцами, обитающие в Подземном мире Страны снов. Появляются в рассказе «Белые люди» Артура Мейкена.
- Собакоподобные существа (англ. Dog-things), — пробираются по потусторонним тоннелям к кладбищам в Бодрствующем мире.
- Гули (англ. Ghoul) — Антропоморфные существа, которые обитают в Подземном мире, питаются трупами, говорят на языке гулей.
- Гуги (англ. Gugs) — Безголосых великанов с глазами на усиках и огромной зубастой пастью, рассекающей их головы напополам по вертикали.
- Гасты (англ. Ghast) — Мерзкие хищные твари, передвигающиеся на двух задних лапах, которые умирают на свету, а их морды без носа и лба.
- Буйпоты (англ. Buopoths) — Топочущие существа, которые обитают в Черном лесу Страны снов.
- Красноногие вампиры (англ. Red-footed wamp) — обитают в мертвых городах.
- Шантак (англ. Shantak-bird) — Огромные лошадиноголовые и чешуйчатокрылые птицы. По легенде, праотец Шантаков обитает в куполе древнего храма и насылает на любопытных мучительные сны, и выходит на охоту по ночам.
- Гигантские Алые Пауки (англ. Giant Purple spiders) — Гигантские пауки, которые сражались с почти-людьми Ленга.
- Лунные твари (англ. Moon-beast) — Некогда жили в их столице на безымянном острове, где стоят статуи львов и Сфинксов, охраняющие лестницу к Великой Бездне.
- Подводные соглядатаи (англ. Submarine lurkers) — хищные морские твари, которые обитают в море возле Саркоманд.
- Гороподобные статуи (англ. Mammoth bobbing shape) — Статуи двухголовых гиеновидных существ, сидящих полукругом, где обитают гаргульи. Горы-сторожа оживают и бросаются следом за путником.
- Рогатые чёрные летуны (англ. Horned black flyers) — Летающие дикие существа, которые обитают в высоких норах зазубренных серых вершинах горы Кадат.

## «Цикл снов»
Страна снов похожа на модель мира из мифологии. Лавкрафт использует типовые образы из фольклора: спящий великан, живущая под горой нечисть и подобное. Остров, где не была ни одна живая душа — похож на Острова блаженных. Лавкрафт вдохновлялся легендами античной истории. Гули проникают в Саркоманд внутри галеры, — это похоже на Троянского коня. Битва на галерах у берегов морского государства похожа на сражения из истории Древней Греции. Гули сбрасывают жаб с обрыва в море, — это похоже на сражение в Фермопильском ущелье. Кошки упоминают Бубастис. В архитектуре встречаются купола, эркера, минареты, дворцы, Пещерный храм в скале (похож на Петра), Статуи львов и сфинксов.
Мифология Древнего Египта часто служит фоном для «Лавкрафтовских ужасов», а также её использовал Эдгар По, последователем которого является сам Лавкрафт. Древнеегипетская Концепция души описывает, что человек во сне путешествует как сновидец в Мире сновидений, где он встречает умерших, богов, демонов, духов. Египтяне верили, что после смерти душа проходит «Врата в Иной мир», что расположены в небе, возле Полярной звезды или на священных горах. «Великая Книга неба» и «Книга Небесной Коровы» из Астрономии Древнего Египта описывают, что в Ином мире другое небо, солнце, планеты и Полярная звезда. Книга врат описывает проходы в Иной мир. Книга Амдуат описывает Загробный мир.
В повести приводится описание концепции Страны снов, её сверхъестественная природа и религиозная космология. Предания сновидческого мира щедры и обильны. Мудрецы рассказывают легенды о Древних богах, которых можно встретить в особых местах Страны снов. Боги исполняют танец памяти на вершинах гор — об этом говорится в рассказе «Иные Боги». Древние боги являются единственными детьми Земли, немощно владычествующими над нашим сновидческим миром и более нигде не имеющими ни обиталища, ни власти. Боги Земли находятся под покровительством Иных богов из-за пределов «Внешнего мира». Лавкрафт помещает в центр космоса Азатота и Иных богов, обитающих в бездне, а на Земле обитают Боги Земли. Лишь трое смертных смогли пересечь бездны космоса к сонным мирам, где обитают Иные боги, и двое из них вернулись безумцами — это сновидцы из рассказов «За стеной сна», «Селефаис» и «Гипнос».
В повести описана связь инопланетных существ и Древних богов. В рассказе «Карающий Рок над Сарнатом» говорится о том, что боги пришли с Луны. Фрески с изображением внеземных существ в доисторическом монастыре Ленга сделаны в стиле неизвестном земным археологам. Темнокожие слуги Ньярлатхотепа являются существами внеземного происхождения. Рубиновые идолы в виде фантастических тварей внеземного происхождения появляются только в этом произведении. Некоторые жители изображают рукой знак Старцев (англ. Elder sign).
Лавкрафт использует на протяжении всего своего творчества такие название, как: Старцы (англ. Elder Ones), Другие Боги (англ. Other Gods), Великие Боги (англ. Ultimate gods), Боги Земли (англ. Earth’s gods), Боги сна (англ. Dream’s gods) и другие обозначения, которые меняются адаптируясь под изменившиеся интересы автора. Лавкрафт писал в письмах, что природа Древних богов остается непостижимой для людей или жителей Страны снов. Сам же Лавкрафт не стремился создавать пантеон богов — напротив, его миры полны хаоса и неизведанности. Каталогизировать божеств Лавкрафта первым попытался Август Дерлет. Многие последователи «Мифов Ктулху» создавали свои собственные пантеоны божеств.
Плато Ленг — культовое место в «Мифах Ктулху». Мудрецам и ученым являются видения Ленга в самых разных уголках Мира яви. Ни одна живая душа не бывала на Плато Ленг — так Лавкрафт придает черты Загробного мира некоторым локациям Страны снов. Плато Ленг в разное время описывается по разному: жуткое, пустынное, странное, холодное... Похоже, в этом мире живут народы разных рас из разных эпох, один сменяя другой — это подтверждает сведения из рассказа «Полярная звезда», где описан обособленный ход истории в Стране снов. Август Дерлет использует «Ленг» в своих произведениях, но перемещает его на другую планету. Ленг в другие эпохи населяли разные существа — как это происходит в рассказах «Полярная звезда», «Память», «Карающий Рок над Сарнатом».
В рассказе «Изгой» описан фантомный замок в Загробном мире и Потаенная долина Хадата (англ. Unknown valley of Hadoth) у берегов Нила — это название похоже на Неведомый Кадат. В повести упоминаются: Англия, Корнуолл, Массачусетс, Аркхем, Салем, Кингспорт, Бостон, Провиденс, Конкорд, Марблхед, Ньюпорт, Портсмут, Глостер, Труро, Норт-Шор.

## География
В повести описана география Страны снов, она связывает воедино все ранее упоминаемые локации: Плато Ленг из рассказа «Полярная звезда»; Морские пути из рассказа «Белый корабль»; Восточные земли из рассказа «Селефаис»; Западные земли и божества из рассказов «Иные Боги», «Кошки Ултара» и «Поиск Иранона». В Стране снов встречаются мифические места, священные горы, волшебные долины, пустыни, моря, реки, Подземный мир, Луна, бездна в космосе. В Стране снов существуют «Потусторонние тоннели», что ведут в «Мир яви» («Страну Лавкрафта»). Зачарованный лес вплотную прилегает к некоторым городам Новой Англии. В некоторых локациях находятся исполинские сооружения, коим нет места на Земле.

### Запад
- Зачарованный лес (англ. Enchanted Wood) — обширные леса, которые тянутся по больше части западных земель и земли Мнара, а двупя опушками он подходит к «Миру людей».
- Ултар (англ. Ulthar) — город за рекой Скай (англ. Skai), где жили Барзаи Мудрый и Атал, его окружают многие окрестные деревни, в которых мудрецы рассказывают легенды о Кадате.
- Нир (англ. Nir) — город по соседству с Ултаром, откуда иногда приходили путешественники.
- Дайлат-Лин (англ. Dylath-Leen) — город на реке Скай, похожий на мост гигантов, у него высокие черные башни из базальтовых глыб и крупный морской порт.
- Парг (англ. Parg) — город на реке Скай, где купцы продают упитанных темнокожих рабов, а ремесленники делают поделки из слоновой кости.
- Пнат (англ. Pnath) — один из городов земли Мнара, который завоевал царь Нагрис-Хей.
- Киран (англ. Kiran) — город из яшмы, где стоит храм бога реки Укранос, его стены, дворики и семь башен со шпилями занимают площадь в один акр.
- Укранос (англ. Oukranos) — река, что тянется от Нира до Трана. На ее берегах растут рощи дубов и ивовые поля.
- Тран (англ. Thran) — город с тысячей позолоченных шпилей, окружённый алебастровыми стенами, откуда галеоны направляются на восток к Серенарианскому морю.
- Киран (англ. Kiran) — дворец, террасы которого сбегают к реке Укранос (англ. Oukranos), возле Чёрного леса (англ. Dark wood), где обитают топочущие Буйпоты.
- Лерион (англ. Lerion) — горы не далеко от Ултара, где люди слышали вздохи богов в заунывном вое ветра, что гулял в предрассветных сумерках.
- Хатег (англ. Hateg) — город в сердце каменистой пустыни, что находиться по соседству с Ултаром, где торговцы обсуждают законы Ултара.
- Хатег-Кла (англ. Hatheg-Kla) — гора в сердце каменистой пустыни, что начинается за городом Хатег. Боги земли прилетают туда на облачных кораблях и исполняют танец памяти.
- Иларнек (англ. Ilarnek) — древний город в земле Мнара, который кочевники построили на берегу реки Ай. В его библиотеке хранились папирусы с древними легендами.
- Траа (англ. Thraa) — древний город в земле Мнара, который кочевники построили на берегу реки Ай.
- Кадатерон (англ. Kadatheron) — древний город в земле Мнара, который кочевники построили на берегу реки Ай. На колоннах Кадатерона сохранились надписи про древний город Иб.

### Восток
- Селефаис (англ. Celephaïs) — сверкающий город в долине Оот-Наргай у горы Аран (англ. Mount Aran), что за Таранианскими горами. Он не подвержен течению времени.
- Серенарианское море (англ. Cerenerian Sea) — море по которому плавают галеры из порта Селефаис повсюду в Стране Снов.
- Оот-Наргай (англ. Ooth-Nargai) — прекрасная долина на склоне Танарианских гор, вся поросшая травой.
- Танарианские горы (англ. Tanarian Hills) — горы в долине Оот-Наргай.
- Серанниан (англ. Serannian) — облачный город из розового мрамора на эфирном берегу, где реки неслыханной красоты, нежатся в лучах солнца, что никогда не заходит.
- Илек-Вад (англ. Ilek-Vad) — сказочный город в сумеречном море, что находится на северо-запад от Оот-Наргай.
- Гора Аран (англ. Mount Aran) — гора в центре Оот-Наргай.
- Джунгли Кледа (англ. Jungles of Kled) — джунгли, которые сразу видны при приближении к Оот-Наргай на корабле из города Тран.
- Хланит (англ. Hlanith) — портовый город возле джунглей на берегу Серенарианского моря, чьи стены выложены из грубого гранита, причалы из бревен, а у домов островерхие фронтоны.
- Ринар (англ. Rinar) — торговый город рядом с Селефаис, богатый каменоломнями.
- Огратан (англ. Ogrothan) — торговый город рядом с Селефаис, богатый каменоломнями.
- Илларнек (англ. Ilarnek) — город на реке Ай, что в земле Мнар.
- Кадатерон (англ. Kadatheron) — город на реке Ай, что в земле Мнар.

### Север
- Северный мир (англ. Northern world) — земли
- Кадат (англ. Kadath) — самая высокая, скалистая, заснеженная гора на севере Страны снов, куда не ступала нога человека.
- Ломар (англ. Lomar) — далекий город в холодной пустыне скованный морозами, о котором написано в «Пнакотических рукописях» и «Семи тайных книгах земли».
- Плато Ленг (англ. Plateu of Leng) — холодной пустынное плато в Ломаре, это «серая бесплодная пустошь».
- Дом пауков из соседних земель (англ. Purple spiders of the neighbouring vales) — пещеры в скалах Ленга, населенные фиолетовыми пауками.
- Сумрачное море (англ. Twilight sea) — моря, между Инкуанок и Оот-Наргай.
- Земля Инкуанок (англ. Land of Inganok) — холодный край, между Ленг и Оот-Наргай, куда несколько дней идут корабли. Матросы торговцы ониксом известны во многих портах и они кровные потомки богов.
- Ург (англ. Urg) — деревня в пустыне на севере за Инкуаноком.
- Лелаг-Ленг (англ. Lelag-Leng) — деревня камнетесов возле Инкуанок.
- Саркоманд (англ. Sarkomand) — заброшенный город в долине под Ленгом.
- Безымянная скала (англ. Nameless rock) — остров у берегов Инкаунок.
- Дом пауков в долине Ленг (англ. Purple spiders of the neighbouring vales) — пещеры в скалах Ленга, населённые фиолетовыми пауками.
- Недра земли (англ. Earth’s bowels) — вдали от Инкаунок находится пропасть, которая ведёт в Недра земли.
- Хланит (англ. Hlanith) — портовый город возле джунглей на берегу Серенарианского моря, чьи стены выложены из грубого гранита, причалы из бревен, а у домов островерхие фронтоны.
- Ринар (англ. Rinar) — торговый город рядом с Селефаис, богатый каменоломнями.
- Огратан (англ. Ogrothan) — торговый город рядом с Селефаис, богатый каменоломнями.
- Селарн (англ. Selarn) — деревня в пустыне за Инкуаноком
- Доисторический монастырь (англ. Prehistoric stone monastery) — монастырь в Ленге, в котором обитает верховный жрец в желтой шелковой маске.

### Юг
- Земля Зар (англ. Land of Zar) — прекрасная зелёная земля, украшенная дивными строениями, где обитают мечты и прекрасные мысли, что были забыты.
- Таларион (англ. Thalarion) — огромный город тысячи чудес, что люди пытались постичь, но не смогли, а улицы белы от непогребённых костей, где бродят демоны и безумцы.
- Зур или Ксур (англ. Xura) — страна недостижимого блаженства, играющая сотнями оттенков, где слышен смех, пение райских птиц, а также трупный запах мертвых городов и кладбищ.
- Сона-Нил (англ. Sona-Nyl) — прекрасные земли воображения и фантазий, где нет времени, страданий, смерти, а человеку кажется, что он прожил в этой стране тысячелетия.
- Катурия (англ. Cathuria) — обиталище богов, где не был ни один человек, самый прекрасный уголок Вселенной, страна окружена огромными базальтовыми столпами и водопадами.
- Южное море (англ. Southern Sea) — море в Южных землях.
- Затонувший город (англ. Sunken city) — руины в Южном море, где тени витают среди подводных улиц и статуй Сфинксов.
- Остров Ориаб (англ. Oriab) — острова в Южном море, где находится вулканический пик Нгранек и сосновые леса, а купцы везут оттуда длинные караваны мулов, впряженных в двуколки.
- Бахарна (англ. Baharna) — самый большой порт и шумный город на островах Ориаб, в двух дня пути от Нгранек, известный керамической посудой гончаров.
- Нгранек (англ. Ngranek) — вулканический пик на островах Ориаб, на котором в древности Иные боги высекли лик по своему подобию.
- Забытые древние руины (англ. Forbidding ancient ruins) — руины древней цивилизации в скалистых горах, возле каменоломен на островах Ориаб.
- Озеро Ят (англ. Lake of Yath) — озеро в глубине островов Ориаб, на его дальнем берегу лежат кирпичные руины древнего города, имя которого никто не помнит.

### Подземный мир
- Подземный мир (англ. Underworld) — мир под землёй, что населён различными расами и соединён с Страной снов.
- Внутренний мир (англ. Inner world) — огромный Подземный мир.
- Пики Трока (англ. Peaks of Thok) — горы в подземных пещерах, похожие на гоблинов.
- Долина Пнат (англ. Valley of Pnath) — подземная долина, где ползают и роют норы исполинские долы и сбрасывают объедки своих пиршеств упыри. Город Пнат упоминается в «Карающий Рок над Сарнатом».
- Город гугов (англ. City of gugs) — город между рядами монолитов, где теснится неисчислимая толпа циклопических круглых башен.
- Подземелья Зин (англ. Vaults of Zin) — огромная пещера в Подземном мире.
- Черная башня Кот (англ. Tower of Koth) — соединяет подземный мир и поверхность Страны снов. Отсылка к древнему континенту из творчества Роберта Говарда.
- Бесконечные сумерки (англ. Endless twilights) — один из уровней Подземного мира.

### Другие миры
- Предзакатный город (англ. Sunset city) — город из золота и мрамора, озаренный закатным солнцем, который Картер создал в Стране снов.
- Иред-Наа (англ. Ired-Naa) — храм в Предзакатном городе.
- Врата в реальный мир (англ. Gates of the waking world) — врата в реальный мир, возле которых стоит пещерный храм с огненными колоннами жрецов Нашт и Каман-Та.
- Врата глубокого сна (англ. Steps of Deeper Slumber) — из Пещеры пламени к ним ведет лестница из 700 ступеней.
- Пещера пламени (англ. Cavern of Flame) — пещера возле врат в реальный мир, к которой ведут 70 ступенек.
- Внутренний мир (англ. Inner world) — мир подземных кошмаров, освещен бледным смертным огнем, где носится трупный воздух и клубятся первобытные туманы земного ядра.
- Луна (англ. Moon) — Древние боги пришли с луны, ее населяют жабоподобные «лунные звери», туда плывут черные галеры.
- Эфир (англ. Aether) — другое измерение в космосе.
- Сатурн (англ. Saturn) — планета, которую посещают кошки.
- Бубастис (англ. Bubastis) — Древний город, который посещают кошки.
- Страна Воображения (англ. Fantastic Realms) — персональный мир каждого человека, независимо от общего края Страны снов.

## Связь с другими произведениями
В рассказе «Иные Боги» молодой Атал и Барзаи всходят на Хатег-Кла, чтобы говорить с Богами Земли.
В рассказе «Кошки Ултара» описан одноименный город.
В рассказе «Полярная звезда» говорится про «Пнакотические манускрипты», составленные наяву мужами в позабытых арктических царствах и затем принесенные в Страну снов, когда косматые каннибалы Гнопх-Кехи (англ. Gnophkehs) захватили город Олатоэ и убили жителей Ломар.
В рассказе «Безымянный город» впервые приводится концепция Страны снов и описаны «Потусторонние тоннели».
В рассказе «Белый корабль» описаны южные моря Страны снов; Картер намекает на смотрителя маяка.
В романе «Случай Чарльза Декстера Варда» доктор находит знак Кота в подземных катакомбах.
В повести «Хребты Безумия» описаны фрески с изображением истории расы, которая жила на Земле в древности, а также описаны идолы внеземного происхождения.
В рассказе «За стеной сна» упоминаются эфирные пространства в космосе, где обитают бесформенные сущности.
В рассказе «Изгой» говорится, что гули летают на призраках, мчащихся по ночному ветру.
В рассказе «Герберт Уэст — реаниматор» упоминаются гули и собакоподобные существа из Тартара.
В рассказе «Модель для Пикмана» художник Пикман находит «Потусторонние тоннели» в Бостоне и собакоподобных существ.
В рассказе «Забвение» говорится, что забвение вовсе не обязательно означает смерть — это же сказал старый Зуг.
Персонажи Лавкрафта страдают сомнамбулизмом в произведениях: «Склеп», «Полярная звезда», «За стеной сна», «Селефаис», «Гипнос», «Зов Ктулху», «Грёзы в ведьмовском доме», «За гранью времён», и «Обитающий во Тьме».

## Комментарии
1. ↑ Здесь и далее все имена и названия приводятся по переводу О. Алякринского.
2. ↑ В оригинале название ночных призраков nightgaunts, и в разных переводах встречается варианты «ночные мверзи», «крылатые твари», «ночные бестии».
3. ↑ Роберт Хейвард Барлоу (1918−1951) — друг Лавкрафта, переписывался с ним с 1931 года, перед смертью Говарда стал его литературным душеприказчиком.